# Giorgio Zancanaro
Giorgio Zancanaro (San Michele d'Alessandria, Piemont, 15 d'abril de 1940) és un ciclista italià, ja retirat, que fou professional entre 1961 i 1968. En el seu palmarès destaquen tres victòries d'etapa al Giro d'Itàlia. En l'edició del 1963 acabà tercer en la classificació general.

## Palmarès
- 1961
  - 1r a la Torí-Biella
  - Vencedor d'una etapa a Tour de l'Avenir
- 1963
  - Vencedor d'una etapa al Giro d'Itàlia
- 1964
  - 1r al Giro de Toscana
  - Vencedor d'una etapa al Giro d'Itàlia
- 1967
  - Vencedor d'una etapa al Giro d'Itàlia

### Resultats al Giro d'Itàlia
- 1962. Abandona (14a etapa)
- 1963. 3r de la classificació general. Vencedor d'una etapa.
- 1964. 32è de la classificació general. Vencedor d'una etapa.
- 1965. Abandona
- 1967. Abandona. Vencedor d'una etapa. Porta el mallot rosa durant una etapa
- 1968. Abandona

### Resultats al Tour de França
- 1962. 64è de la classificació general

### Resultats a la Volta a Espanya
- 1963. Abandona (10a etapa)